# Teeraphon Sangdech
Teeraphon Sangdech (thailändisch ธีรพล แสงเดช; * 18. Juni 2002) ist ein thailändischer Fußballspieler.

## Karriere
Teeraphon Sangdech stand von Januar 2021 bis Juni 2021 beim Kasetsart FC unter Vertrag. Der Verein aus der thailändischen Hauptstadt Bangkok spielte in der zweiten Liga des Landes, der Thai League 2. Sein Profidebüt gab er am 10. März 2021 im Auswärtsspiel beim Ranong United FC. Hier wurde er nach der Halbzeitpause für Narongsak Laosri eingewechselt. Im Sommer 2021 wechselte er zum Drittligisten Chainat United FC. Mit dem Verein aus Chainat spielte er viermal in der Western Region der Liga. Zu Beginn der Saison 2022/23 unterschrieb er in Surat Thani einen Vertrag beim Drittligaaufsteiger Mueang Kon D United FC. Mit dem Klub spielte er zwölfmal in der Southern Region der Liga. Im Sommer 2023 unterschrieb er einen Vertrag beim Zweitligaabsteiger Ranong United FC. Der Klub aus Ranong spielte ebenfalls in der Southern Region der Liga. Hier bestritt er 32 Ligaspiele. Nach zwei Spielzeiten wechselte er in die Central Region. Hier schloss er sich in Ang Thong dem Angthong FC an.